# Mark Rakita
Mark Semiónovich Rakita –en ruso, Марк Семёнович Ракита– (Moscú, URSS, 22 de julio de 1938) es un deportista soviético que compitió en esgrima, especialista en la modalidad de sable.
Participó en tres Juegos Olímpicos de Verano entre los años 1964 y 1972, obteniendo en total cuatro medallas: oro en Tokio 1964, oro y plata en México 1968 y plata en Múnich 1972. Ganó diez medallas en el Campeonato Mundial de Esgrima entre los años 1962 y 1971.

## Palmarés internacional
| Juegos Olímpicos   | Juegos Olímpicos          | Juegos Olímpicos  | Juegos Olímpicos  |
| Año                | Lugar                     | Medalla           | Prueba            |
| ------------------ | ------------------------- | ----------------- | ----------------- |
| 1964               | Tokio (Japón)             | Medalla de oro    | Sable por equipos |
| 1968               | Ciudad de México (México) | Medalla de oro    | Sable por equipos |
| 1968               | Ciudad de México (México) | Medalla de plata  | Sable individual  |
| 1972               | Múnich (RFA)              | Medalla de plata  | Sable por equipos |
| Campeonato Mundial |                           |                   |                   |
| Año                | Lugar                     | Medalla           | Prueba            |
| 1962               | Buenos Aires (Argentina)  | Medalla de bronce | Sable por equipos |
| 1963               | Danzig (Polonia)          | Medalla de plata  | Sable por equipos |
| 1965               | París (Francia)           | Medalla de oro    | Sable por equipos |
| 1966               | Moscú (URSS)              | Medalla de plata  | Sable por equipos |
| 1967               | Montreal (Canadá)         | Medalla de oro    | Sable individual  |
| 1967               | Montreal (Canadá)         | Medalla de oro    | Sable por equipos |
| 1969               | La Habana (Cuba)          | Medalla de oro    | Sable por equipos |
| 1970               | Ankara (Turquía)          | Medalla de oro    | Sable por equipos |
| 1970               | Ankara (Turquía)          | Medalla de plata  | Sable individual  |
| 1971               | Viena (Austria)           | Medalla de oro    | Sable por equipos |